# Sharon Cherop
Sharon Jemutai Cherop, kenijska atletinja, * 16. marec 1984, Kenija.
Ni nastopila na poletnih olimpijskih igrah. Na svetovnih prvenstvih je v maratonu osvojila bronasto medaljo leta 2011. Leta 2010 je osvojila Hamburški maraton in Maraton Toronto Waterfront, leta 2012 pa Bostonski maraton.